# Glorióza

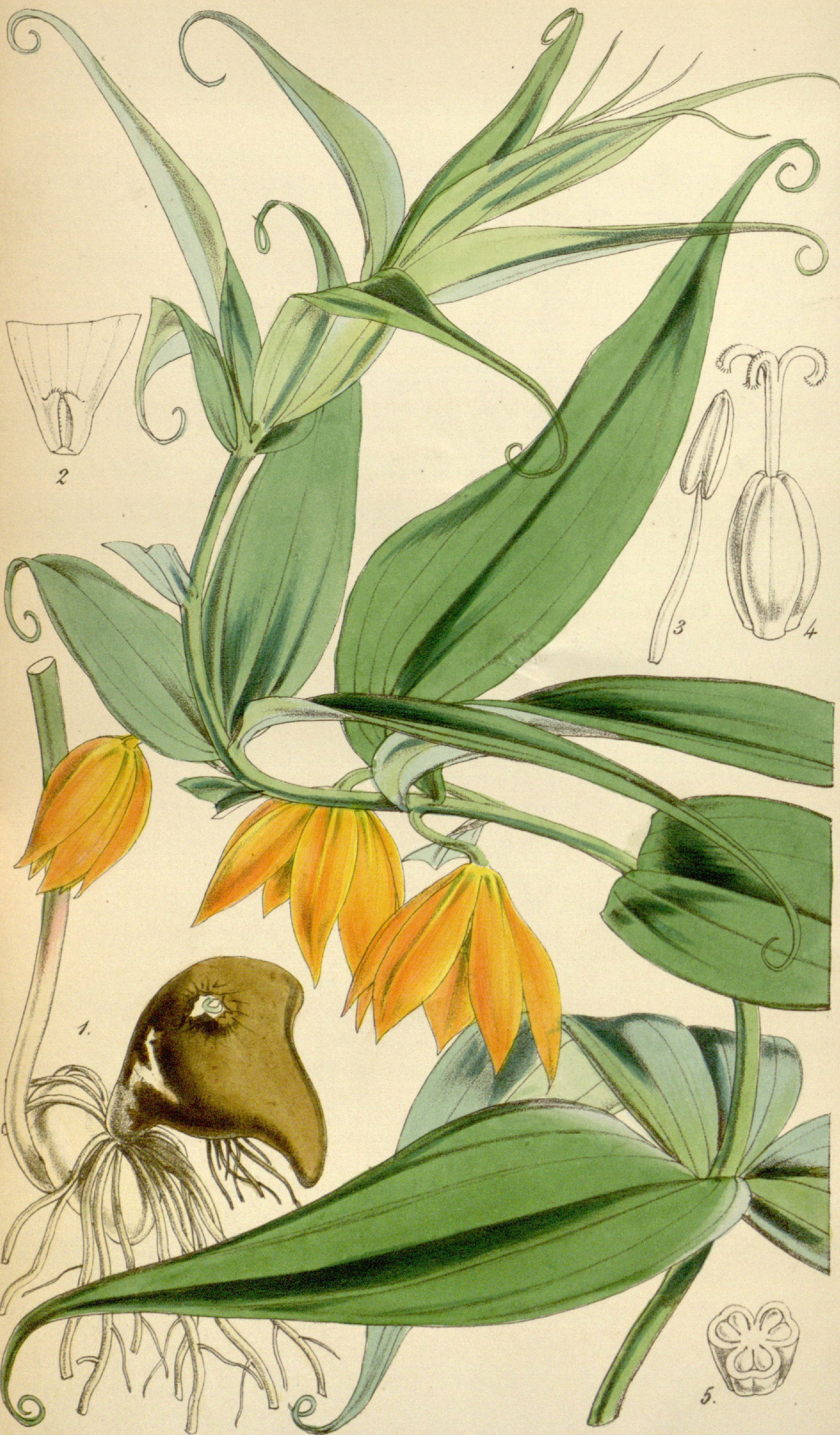
Glorióza skromná na ilustraci z roku 1853

Glorióza (Gloriosa) je rod rostlin z čeledi ocúnovité. Jsou to sezónně zatahující popínavé nebo přímé byliny s podzemní hlízou, olistěnou lodyhou a nápadnými květy. Plodem je tobolka.
Rod zahrnuje v současném taxonomickém pojetí 11 druhů. Je rozšířen v tropické a subtropické Africe a Asii. Gloriózy jsou velmi silně jedovaté rostliny, jejichž požití může mít fatální následky. Hlavní účinnou látkou je podobně jako u příbuzného ocúnu alkaloid kolchicin. Do rodu byly vřazeny všechny druhy bývalého rodu littonie (Littonia).
Nejznámějším druhem je glorióza vznešená, která je pěstována jako působivá okrasná rostlina a jako zdroj kolchicinu pro farmaceutický průmysl. Je tradičně využívána i v indické Ájurvédě.

## Popis
Zástupci rodu glorióza (včetně bývalého rodu littonie) jsou vytrvalé, šplhavé nebo vzpřímeně rostoucí (např. Gloriosa carsonii), sezónně zatahující byliny s podlouhlými podzemními hlízami. Listy jsou přisedlé, střídavé, vstřícné nebo i přeslenité, vejčité až čárkovité, na vrcholu s úponkem. Květy jsou jednotlivé, oboupohlavné, dlouze stopkaté, vyrůstající z úžlabí listů. Mají 6 volných nebo na bázi srostlých okvětních plátků. Okvětí je žluté, oranžové nebo červené, případně v kombinaci těchto barev. Tyčinek je 6. Semeník je svrchní, srostlý ze 3 plodolistů. Čnělka je na vrcholu dělená na 3 ramena.
Plodem je pouzdrosečná nebo přehrádkosečná tobolka.

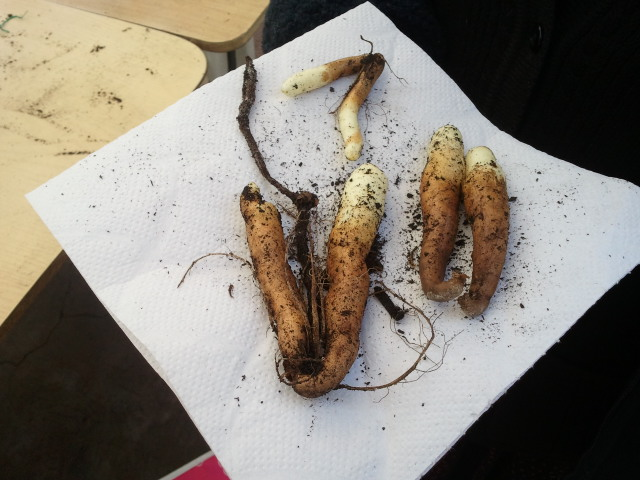
Oddenky gloriózy vznešené
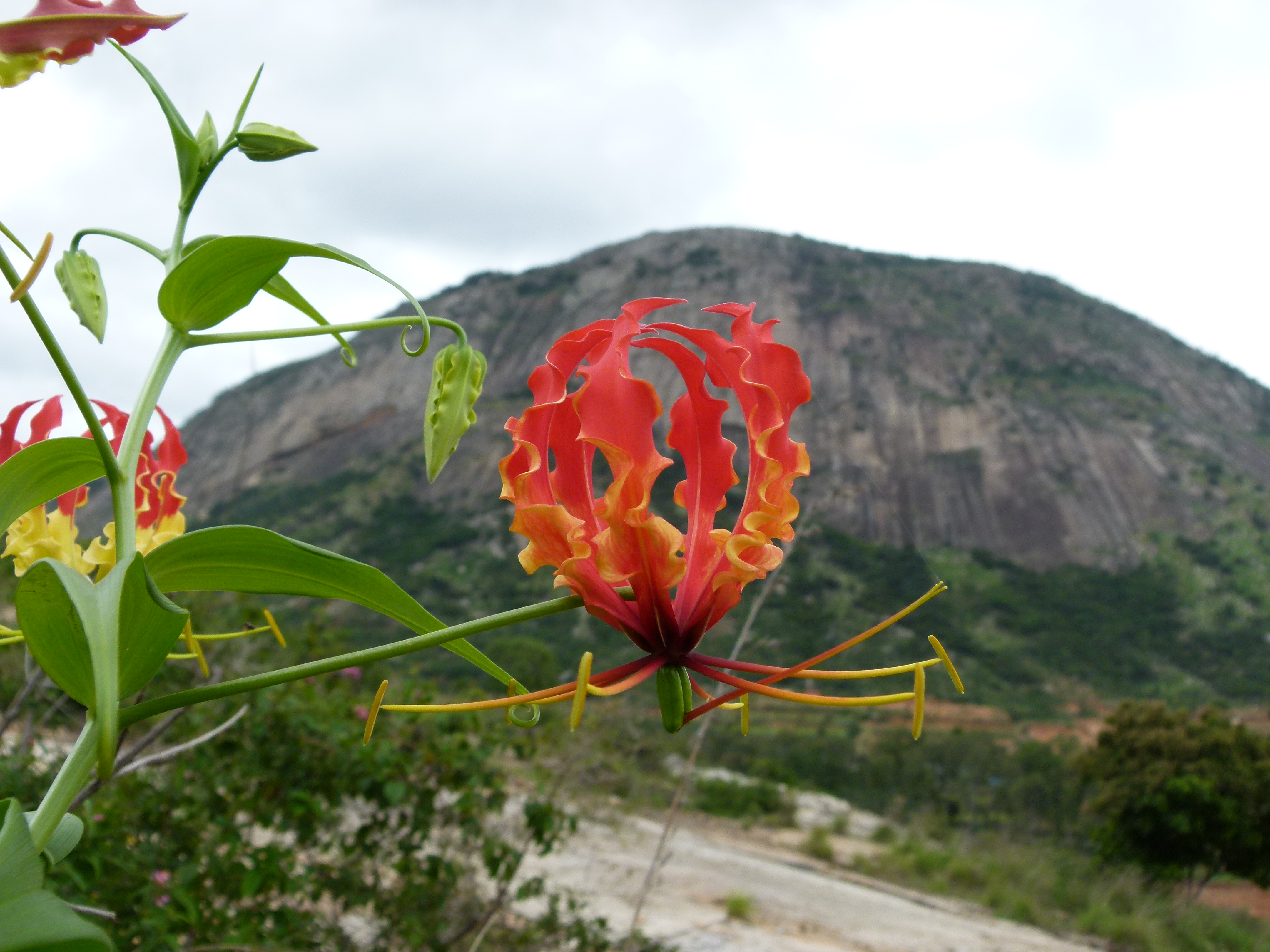
Glorióza vznešená v Indii
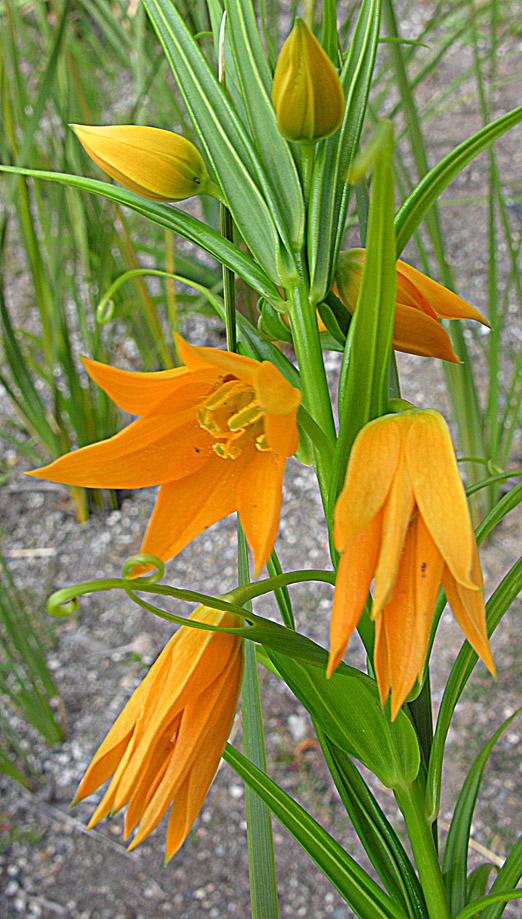
Glorióza skromná (syn. littonie skromná)
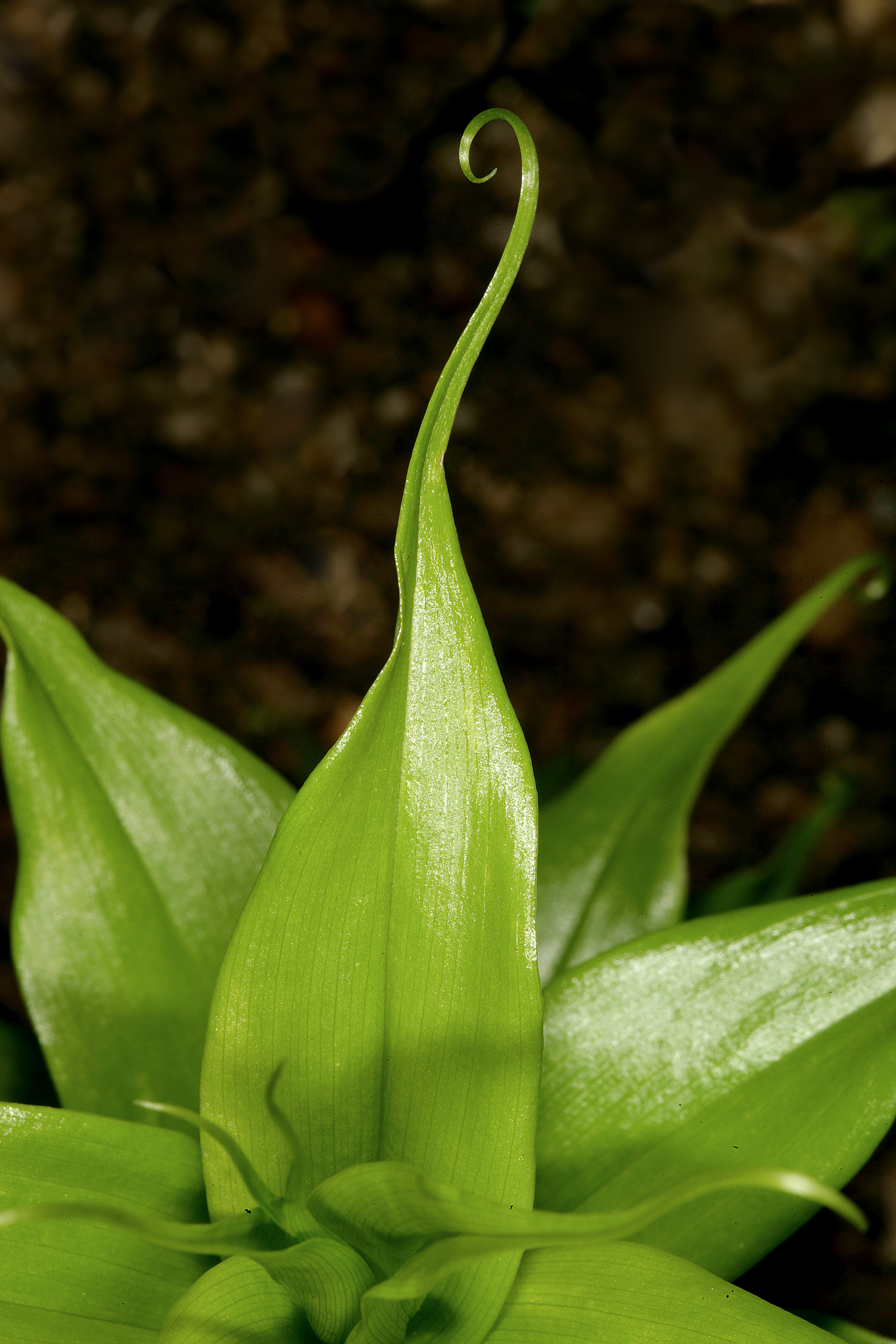
Detail listu gloriózy vznešené s úponkem
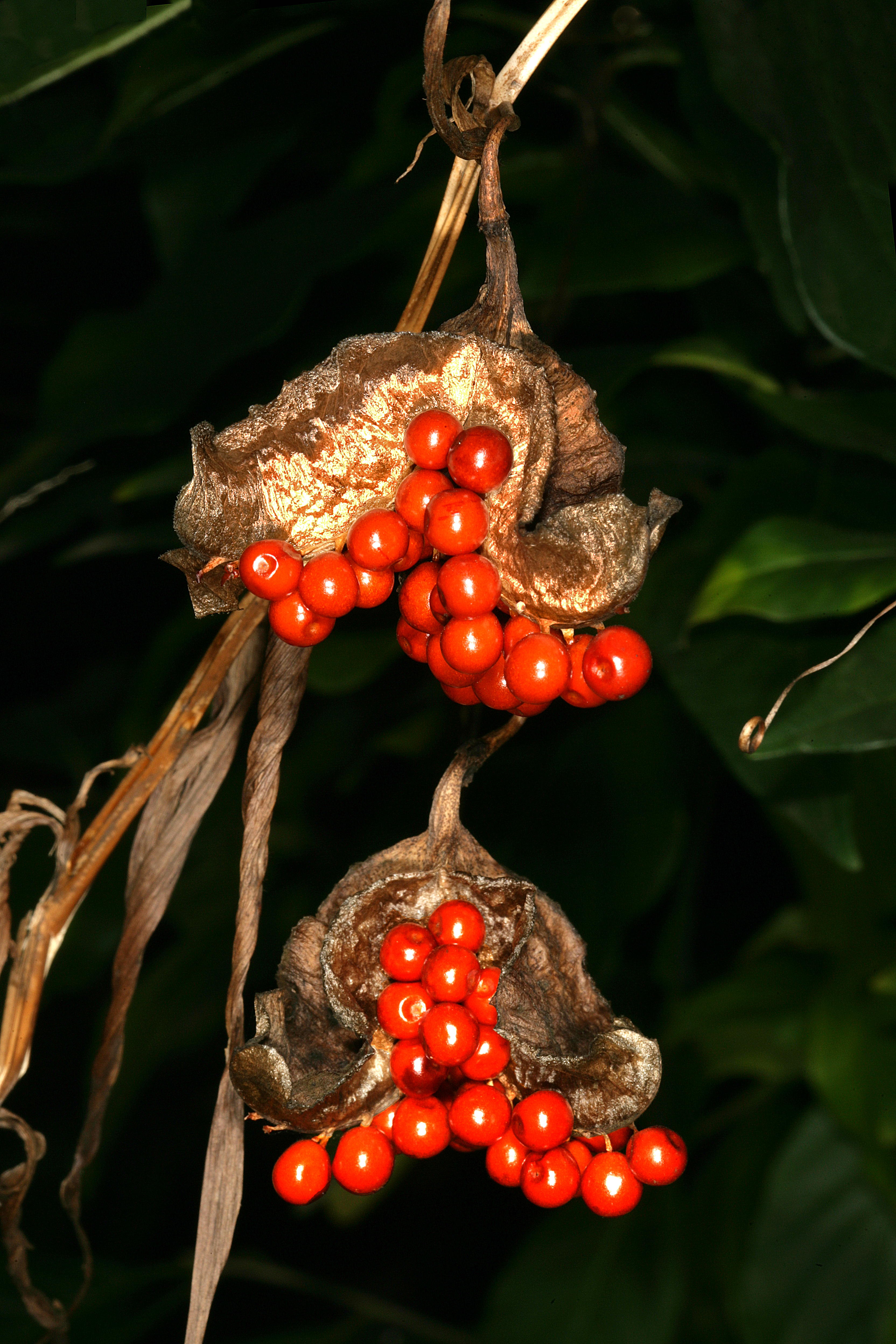
Puklé plody gloriózy skromné

## Rozšíření
Rod glorióza zahrnuje v současném taxonomickém pojetí (s bývalým rodem Littonia) celkem 11 druhů. Převážná většina druhů se vyskytuje v subsaharské Africe. Největší areál má glorióza vznešená, která je rozšířena nejen v Africe, ale i v tropické Asii od Indického subkontinentu po jižní Čínu a přes Indočínu po jihovýchodní Asii. Druh Gloriosa revoilii přesahuje ze severovýchodní tropické Afriky do jižního Jemenu. Dva druhy rostou i na Madagaskaru, mimo gloriózy vznešené je to ještě Gloriosa simplex, která je rozšířena i v téměř celé subsaharské Africe. Všechny ostatní druhy se vyskytují výhradně na africkém kontinentu.

## Ekologické interakce

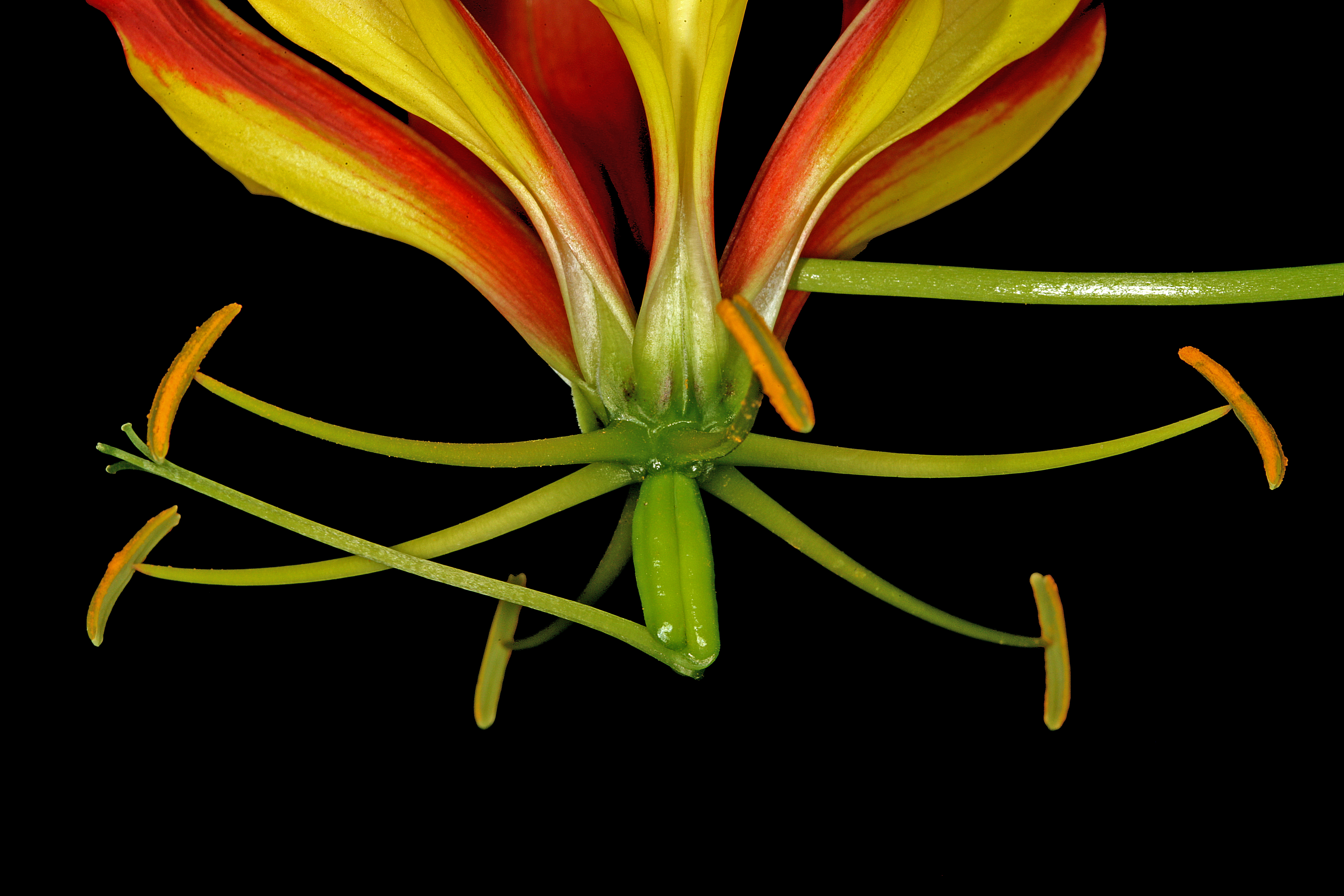
Detail květu gloriózy sličné s čnělkou vyhnutou do strany

Hlavními opylovači květů glorióz jsou motýli, vyhledávající nektar.
Květ gloriózy vznešené a příbuzných druhů má čnělku vyhnutou do strany. Ačkoliv jsou rostliny schopné i samoopylení, zvláštní morfologie jejich květů souvisí se specializací na cizosprášení motýly, mezi nimiž dominují zejména běláskovití a otakárkovití. Pyl se nepřenáší jako ve většině jiných případů na těle motýlů, ale na jejich křídlech. Asymetrická čnělka bývá v květech vyhnutá od rostliny, po níž se glorióza popíná, směrem k nejbližší světlině ve vegetaci, odkud lze očekávat přílet opylovače. Tím je při příletu motýla na květ podpořen kontakt křídel nejprve s bliznou a tedy cizosprášení. Až potom se v průběhu toho, jak motýl přeletuje mezi jednotlivými korunními plátky, aby se dostal k nektáriím, dostávají křídla do styku s prašníky a dostává se na ně nová várka lepkavého pylu. Cizosprášení je zajištěno také tím, že rostliny mívají jen málo květů, které navíc rozkvétají postupně.
V Asii květy gloriózy vznešené navštěvují také robustnější druhy hmyzu (zejména čmeláci) a strdimilové (např. strdimil fialový, strdimil cejlonský a strdimil dvoupruhý).
Semena glorióz mají červený obal (sarkotestu), který poukazuje na možné šíření živočichy, zejména ptáky.
Navzdory silné jedovatosti se na gloriózách živí housenky některých motýlů.
Na komerčních plantážích gloriózy vznešené působí jako významní škůdci můry Argyrogramma signata a Polytela gloriosae. V Africe jsou gloriózy také živnými rostlinami přástevníkovitých motýlů Spilosoma lineata a S. lutescens a můr z čeledi slimákovcovití (Latoia vivida, Lacipa florida, Lacipa quadripunctata), obalečovití (Tortrix dinota) a můrovití (Polytelodes florifera). V Asii se na nich živí housenky druhu Pericallia erosa z čeledi přástevníkovití a Archips machlopis z čeledi obalečovití.

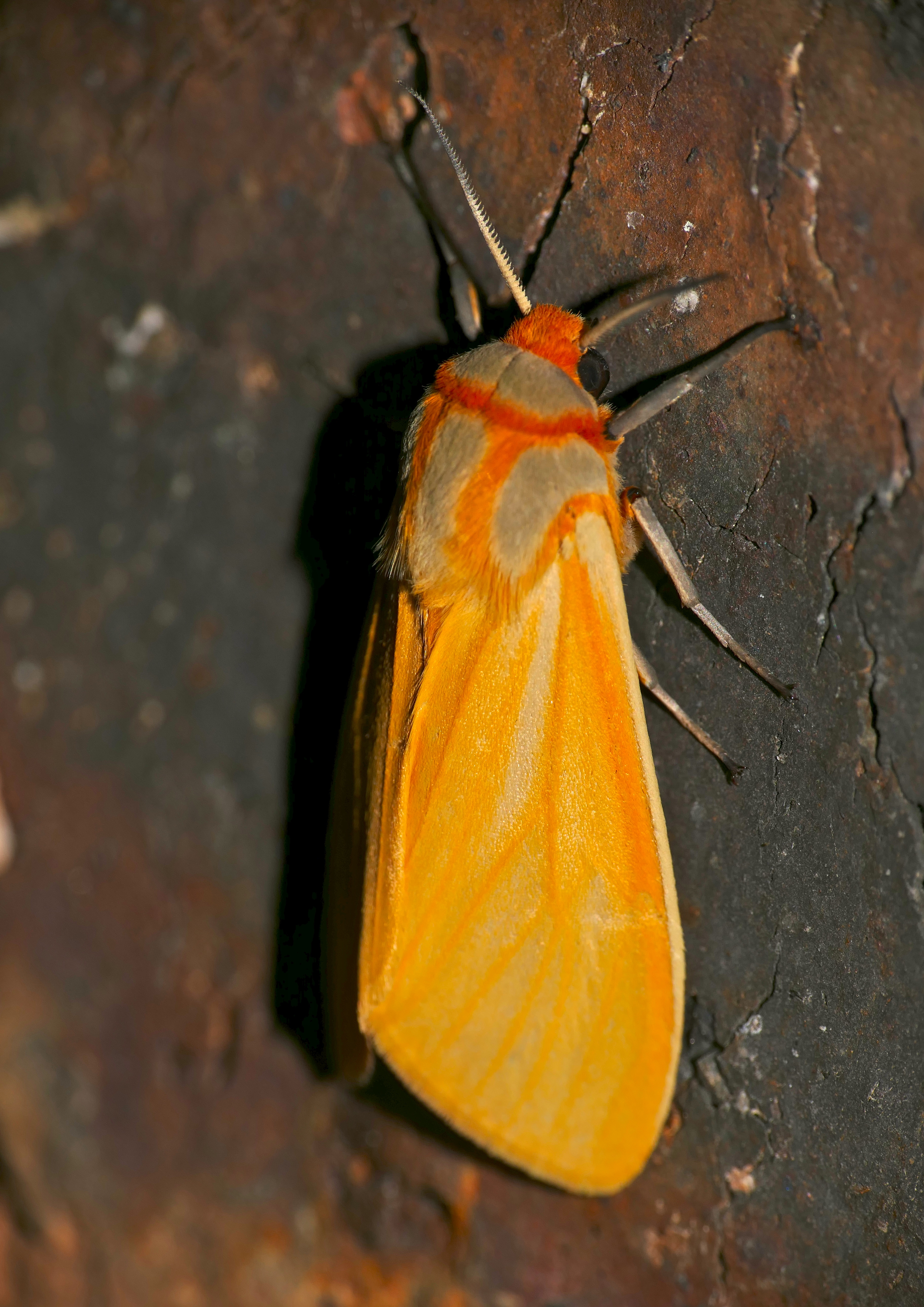
Přástevníkovitý motýl Spilosoma lutescens
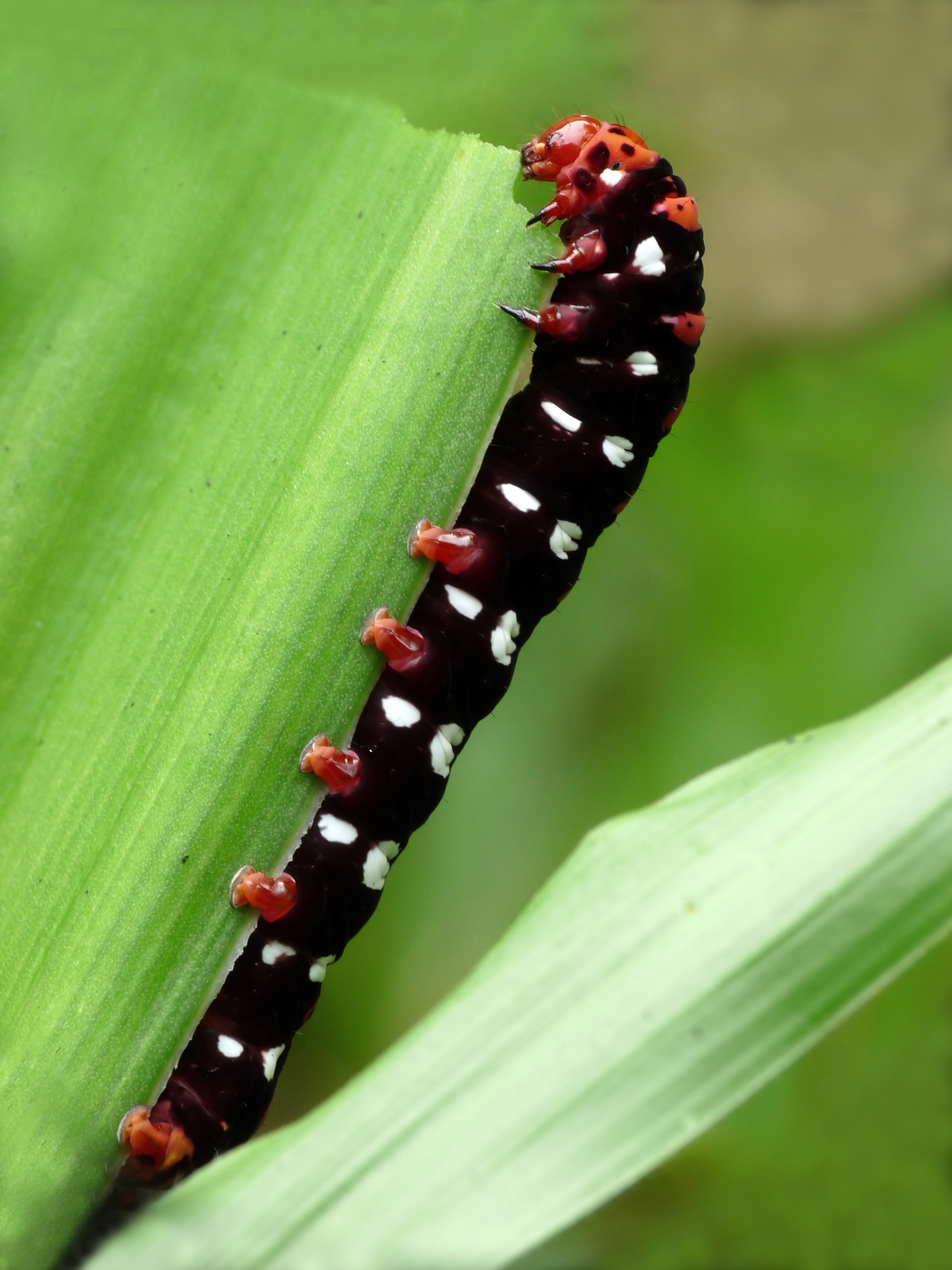
Housenka můry Polytela gloriosae
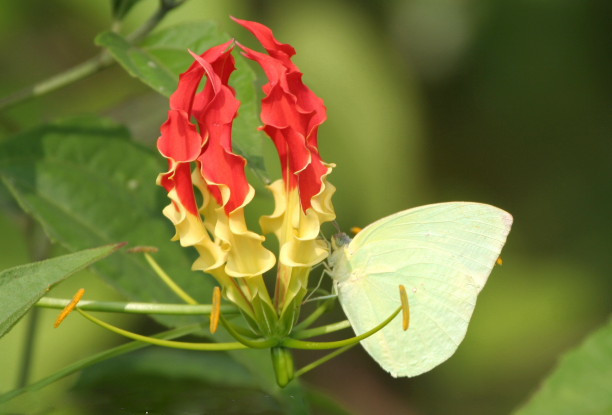
Běláskovitý motýl Catopsia pomona na květu gloriózy
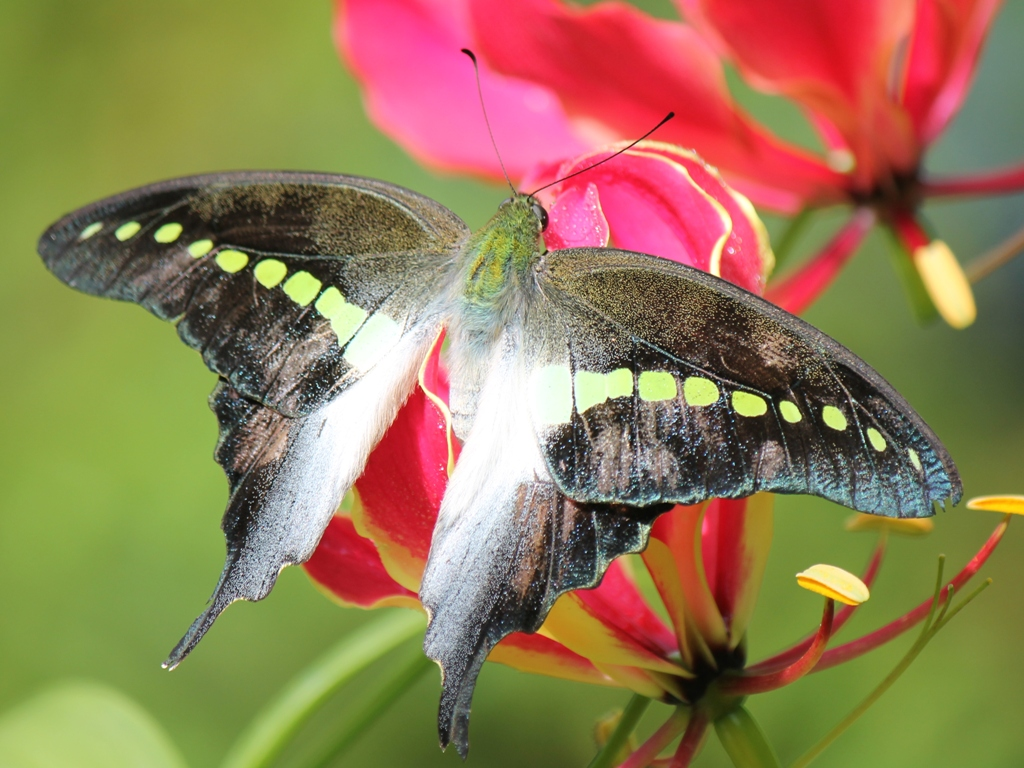
Otakárek Graphium codrus na květu gloriózy

## Obsahové látky a jedovatost

### Obsahové látky
Gloriózy obsahují v hlízách, semenech, listech i květech kolchicin a další od něj odvozené alkaloidy, jako je gloriosin nebo kolchikosid. Kolchicin je známý cytotoxický alkaloid, blokující mitotické dělení buněk. Jeho obsah v hlízách gloriózy vznešené činí asi 0,9 až 1,3 % (oproti přibližně 0,6 % u ocúnu). Vysoký obsah kolchicinu byl zjištěn též v mladých listech (2,36 %). Naproti tomu vyzrálé listy jej obsahují již jen malé množství (0,07 %). V semenech činí průměrný obsah kolchicinu asi 0,6 % a kolchikosidu asi 0,2 %. Oddenek gloriózy skromné obsahuje kolchicin v množství asi 0,45 až 0,7 %.
V semenech gloriózy vznešené byly mimo alkaloidů zjištěny též glykosidy, flavanoidy, steroidy, terpenoidy a fenolické sloučeniny, v listech flavanoidy, steroidy a terpenoidy, v hlízách flavanoidy.

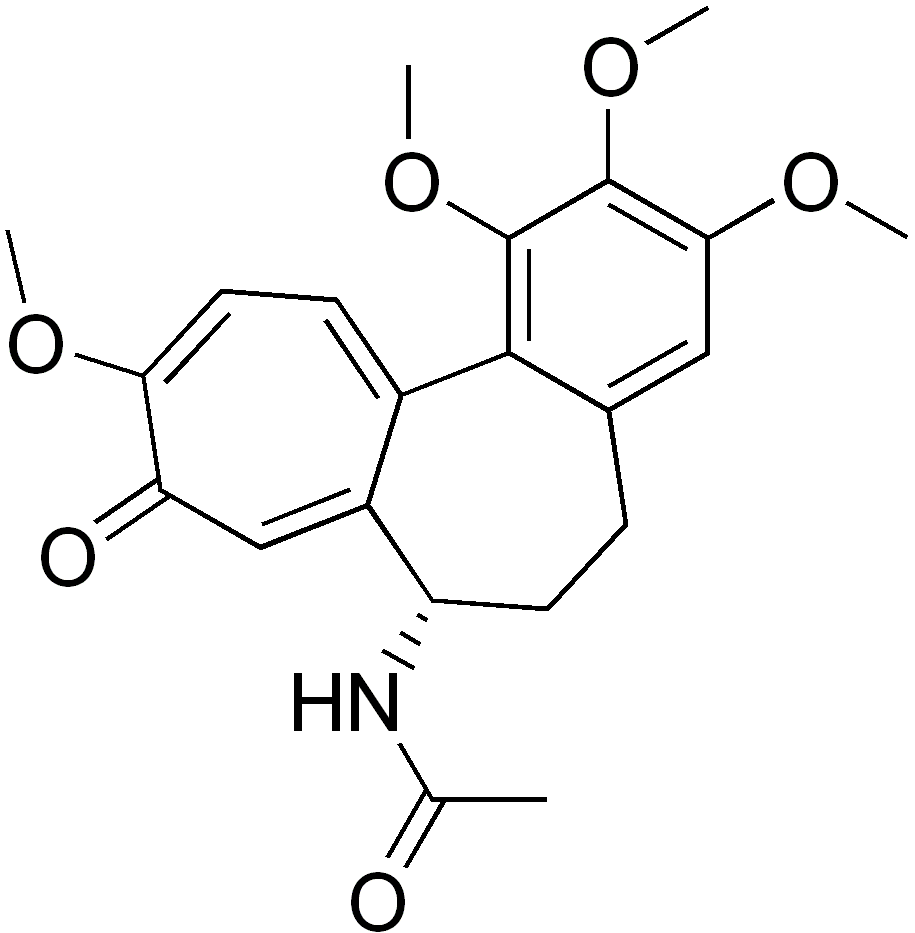
Strukturní vzorec kolchicinu
Strukturní vzorec gloriosinu

### Jedovatost
Hlavní jedovatou substancí v gloriózách je silně hořký alkaloid kolchicin, jehož potenciálně smrtelná dávka pro člověka je již 10 mg. Konzumace rostliny s obsahem větším než 40 mg vede neodvratně ke smrti v horizontu 3 dnů od požití.
Smrtelné případy po požití hlíz gloriózy vznešené byly zaznamenány u zvířat i u lidí.
Neúmyslná otrava byla zaznamenána např. po záměně hlíz gloriózy za jedlé hlízy jamů.

### Příznaky otravy
První příznaky otravy kolchicinem se rozvíjejí asi 2 hodiny po požití. Projevují se zprvu zvracením, necitlivostí rtů, bolestivým podrážděním jícnu a následně bolestmi břicha, gastroenteritidou a silným průjmem vedoucím ke ztrátě tekutin a s tím souvisejícím následkům. V horizontu 2 až 7 dní se objevuje selhání různých orgánů, projevující se komplexním souborem různých příznaků, zahrnujícím potlačení kostní dřeně, hemolytickou anémii, poškození jater, selhání ledvin, syndrom akutní dechové tísně, srdeční arytmii, neurosvalové poruchy, otok plic, ochrnutí a tvorbu krevních sraženin v cévách. Asi po 7 až 14 dnech po intoxikaci se objevuje vypadávání vlasů. Ztracená vlasová pokrývka se následně obnovuje jen velmi pomalu.
Po požití velmi silné dávky se často objevují projevy podobné choleře: dehydratace, šok, akutní selhání ledvin, alopecie, hypertermie, selhání cév, kolaps jater, epileptické křeče, kóma a smrt. Smrt nastává zpravidla kolapsem srdeční činnosti, rozkladem červených krvinek a paralýzou spojenou s útlumem dechu.

### Léčba
Při podezření na požití rostliny se vzhledem k potenciálně fatálním následkům otravy velmi doporučuje vyhledat lékařské ošetření.
Účinný protijed proti otravě kolchicinem však není znám.
Prvotní ošetření spočívá zejména ve zmírnění zvracení a průjmu a jejich následků.

## Taxonomie
Rod Gloriosa je v rámci taxonomie čeledi Colchicaceae řazen do tribu Colchiceae. Dle výsledků fylogenetických studií představuje bazální vývojovou větev daného tribu, sesterskou s kladem zahrnujícím rody Colchicum, Hexacyrtis, Ornithoglossum  a Sandersonia. Od doby, kdy byl v roce 1953 Carlem Linnéem popsán, prošlo pojetí rodu několika zásadními změnami. Postupně byla popsána řada druhů, které byly ve finále redukovány na 4 druhy komplexu Gloriosa superba (C. baudii, G. carsonii, G. simplex a G. superba). Někdy jsou však tyto druhy pojímány jen jako různé formy silně variabilního druhu G. superba.
V roce 1998 byl z jižní tropické Afriky popsán druh Gloriosa sessiliflora, stojící morfologicky mezi rodem Gloriosa a příbuzným rodem Littonia.
Následně byla v roce 2007 publikována studie, v níž bylo prokázáno, že rod Gloriosa je parafyletický, neboť je promísen s vývojovými větvemi rodu Littonia. Proto byly oba rody sloučeny. Zástupci bývalého rodu Littonia se od rodu Gloriosa s.str. liší zejména přímou čnělkou, extrorzními prašníky a přehrádkosečnými plody. Okvětní lístky nejsou nazpět ohnuté a na okraji nejsou zvlněné.
Jedna z nejčastěji pěstovaných forem gloriózy vznešené, Gloriosa superba 'Rothschildiana', je selekce s výrazně červenými květy, která má oproti botanickým formám dvojnásobný počet chromozómů.

## Zástupci
- glorióza vznešená (Gloriosa superba, syn. Gloriosa rothschildiana)
- glorióza skromná (Gloriosa modesta), syn. littonie skromná (Littonia modesta)[20]

## Význam

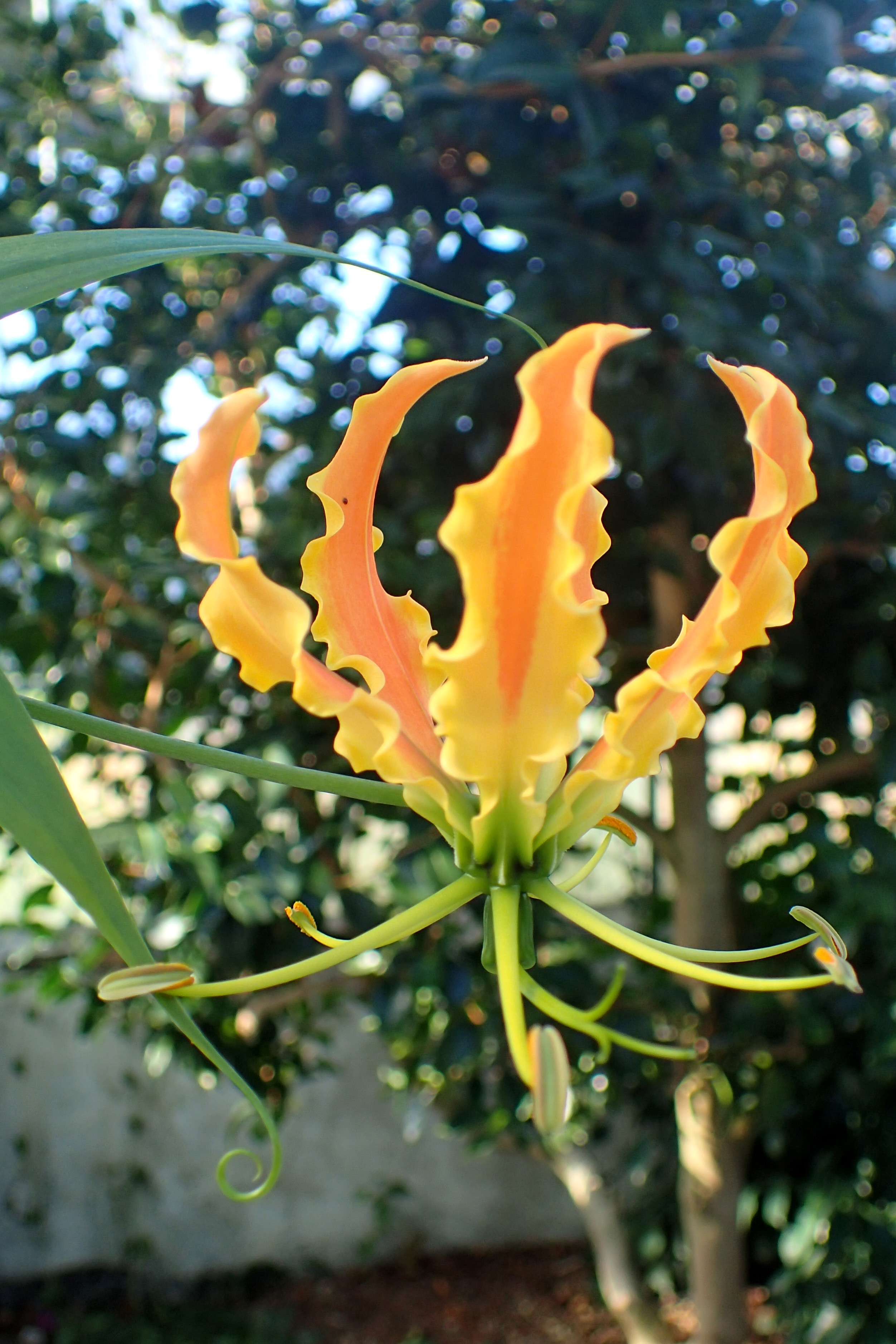
Žlutokvětá forma gloriózy vznešené

Glorióza vznešená je společně s některými druhy ocúnů zdrojem alkaloidu kolchicinu pro farmaceutický průmysl. V minulosti byla převážně sbírána ve volné přírodě, od 80. let 20. století je zejména v Indii, Srí Lance a některých afrických zemích (Nigérie, Kamerun, Zimbabwe) komerčně pěstována. Pouze v jihoindickém státě Tamilnádu se pěstuje na rozloze asi 6000 akrů s výnosem 600 až 700 tun semen ročně.
Rostlina je tradičně používána k léčení dny a v akutních případech se navzdory silným vedlejším účinkům používá dodnes. Bylo zjištěno také excelentní antimykotické působení rostliny proti původcům kandidóz (Candida albicans, C. glabrata) a trichofytózy (Trichophyton longifusus), dále proti patogenní houbě Microsporum canis a bakterii Staphylococcus aureus. V tradiční indické medicíně je oddenek gloriózy sličné používán při léčení různých neduhů, jako je lepra, artritida, kožní neduhy, hadí uštknutí, bodnutí štírem, střevní paraziti a různé jiné. Používá se také k vyvolání potratu. V Indii se hlízy gloriózy dávají na okenní parapet na odpuzení hadů. V některých kulturách se rostlině přisuzují magické vlastnosti.
Některá etnika připravují z hlíz šípový jed.
Esenciální olej z rostliny má antimikrobiální účinky a silice z květů účinkuje proti střevním parazitům.
Glorióza vznešená je národním květem Zimbabwe. Rostlina je pěstována zejména v kultivaru 'Rothschildiana' jako okrasná rostlina. Při dostatku světla ji lze pěstovat i jako pokojovou rostlinu, nejlépe se jí ale daří ve skleníku. Při letním pěstování venku je nutno nalézt místo dostatečně chráněné před větrem a pevnou oporu, protože lodyhy jsou značně křehké. Na zimu lze hlízu vyjmout a uložit v bezmrazé místnosti. Mnohem řidčeji je pěstována glorióza skromná.
Byly vypěstovány i hybridy mezi gloriózou skromnou, druhy komplexu gloriózy vznešené a druhem Sandersonia aurantiaca.